# Tisjevitsa
Tisjevitsa (bulgariska: Тишевица) är ett distrikt i Bulgarien.   Det ligger i kommunen Obsjtina Vratsa och regionen Vratsa, i den nordvästra delen av landet, 70 km nordost om huvudstaden Sofia.
Omgivningarna runt Tisjevitsa är en mosaik av jordbruksmark och naturlig växtlighet. Runt Tisjevitsa är det ganska glesbefolkat, med 43 invånare per kvadratkilometer.